# Xã Drumore, Quận Lancaster, Pennsylvania
Xã Drumore (tiếng Anh: Drumore Township) là một xã thuộc quận Lancaster, tiểu bang Pennsylvania, Hoa Kỳ. Năm 2010, dân số của xã này là 2.560 người.